# Carl Böddinghaus

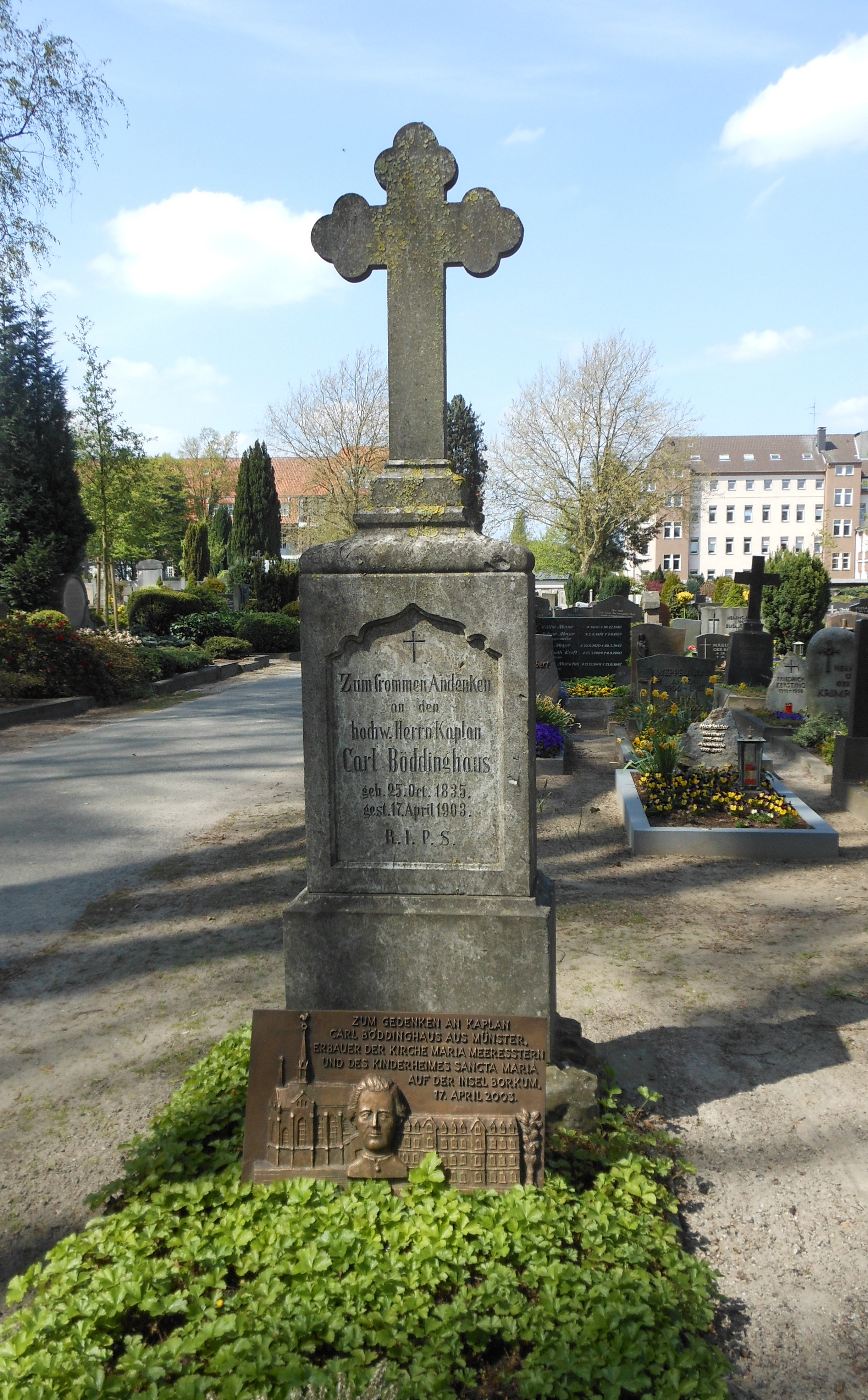
Grab von Carl Böddinghaus mit Gedenkplatte von 2003 auf dem Zentralfriedhof in Münster

Carl Böddinghaus, auch Karl Boeddinghaus (* 25. Oktober 1835 in Kamen; † 17. April 1903), war ein römisch-katholischer Priester des Bistums Münster und Publizist. Er ist der Initiator der katholischen Präsenz auf Borkum.

## Leben
Böddinghaus besuchte das Gymnasium in Münster, trat anschließend ins diözesane Priesterseminar ein und studierte katholische Theologie an der Universität Münster. Am 11. Februar 1862 empfing er die Priesterweihe und wurde Kaplan an der St.-Bonifatius-Kirche in London, die im selben Jahr für die deutschsprachige katholische Gemeinde von einer Methodistengemeinde gekauft worden war. Dort übersetzte er 1865 John Morris’ The last illness of His Eminence Cardinal Wiseman ins Deutsche. 1867 kehrte er nach Münster zurück und war bis 1901 Kaplan an St. Ägidii.
1870 kaufte Böddinghaus die Zeitschrift Westfälischer Merkur. Als Schriftleiter und Autor vieler Beiträge griff er aus dezidiert katholisch-kirchlicher Perspektive in die Auseinandersetzungen des Bismarckschen Kulturkampfs ein, was ihm und den Mitverfassern Geld- und Gefängnisstrafen eintrug. 1883 gab er die Zeitschrift an eine Aktiengesellschaft ab. Er schrieb auch Beiträge für das Münstersche Pastoralblatt.
1878 war Böddinghaus Mitgründer des Augustinus-Vereins zur Pflege der katholischen Presse, später zeitweise auch dessen Präsident. In Münster war er Präses des katholischen Gesellenvereins.
Da Böddinghaus unter Asthma litt, verbrachte er Kuraufenthalte auf der Nordseeinsel Borkum. Als Initiative „von Kurgästen für Kurgäste“ betrieb er dort den Bau einer katholischen Kapelle, die 1880–1882 unter dem Namen Maria Meeresstern verwirklicht wurde. Außerdem gründete er 1901 das Kinder-Erholungsheim Sancta Maria auf Borkum, heute eine moderne Mutter-Kind-Fachklinik.
An Böddinghaus’ Gründungen in Borkum sowie auf seinem Grab auf dem Zentralfriedhof Münster wurden anlässlich seines 100. Todestags im Jahr 2003 bronzene Gedenktafeln angebracht. Auf Borkum ist eine Straße nach ihm benannt.